# Langrick
Langrick – wieś w Anglii, w hrabstwie Lincolnshire, w dystrykcie East Lindsey. Leży 37 km na południowy wschód od Lincoln i 168 km na północ od Londynu.